# Zimowy Puchar Europy w Rzutach 2011
11. Zimowy Puchar Europy w Rzutach – zawody lekkoatletyczne, które odbyły się 19 i 20 marca 2011 w Sofii.
Organizację zawodów European Athletics powierzył Sofii w maju 2010 roku. Wydarzeniem zawodów było ustanowienie przez Zigismundsa Sirmaisa nowego rekordu świata juniorów w rzucie oszczepem – Łotysz uzyskał wynik 84,47 i poprawił należący od czerwca 2001 do Andreasa Thorkildsena rekord o równe 60 centymetrów.

## Rezultaty

### Mężczyźni

#### Seniorzy
| Konkurencja:           | 1. miejsce          | Wynik     | 2. miejsce          | Wynik    | 3. miejsce       | Wynik    |
| Pchnięcie kulą Grupa A | Hamza Alić          | 20,21     | Marco Fortes        | 20,18    | Sosłan Cyrichow  | 19,45    |
| Pchnięcie kulą Grupa B | Milan Jotanovic     | 18,96     | Georgios Aresti     | 18,48    | Tumatai Dauphin  | 18,47    |
| Rzut dyskiem Grupa A   | Ercüment Olgundeniz | 63,31 SB  | Erik Cadée          | 62,15 SB | Sergiu Ursu      | 62,00 SB |
| Rzut dyskiem Grupa B   | Apostolos Parelis   | 57,00 SB  | Pedro José Cuesta   | 55, 92   | Chris Scott      | 55,76 SB |
| Rzut młotem Grupa A    | Krisztián Pars      | 79,84 SB  | Jury Szajunou       | 77,41 SB | Ołeksij Sokyrski | 76,84 PB |
| Rzut młotem Grupa B    | Mattias Jons        | 73,99 SB  | Juha Kauppinen      | 71,52 SB | Alex Smith       | 68,58 SB |
| Rzut oszczepem Grupa A | Zigismunds Sirmais  | 84,47 WJR | Ołeksandr Pjatnycia | 81,96 SB | Walerij Iordan   | 79,49 PB |

#### Młodzieżowcy U23
| Konkurencja:   | 1. miejsce         | Wynik    | 2. miejsce       | Wynik    | 3. miejsce       | Wynik    |
| Pchnięcie kulą | Siarhiej Bachar    | 18,29    | Dmytro Sawycki   | 18,27    | Marin Premeru    | 18,01    |
| Rzut dyskiem   | Mykyta Nesterenko  | 59,71 SB | Brett Morse      | 59,50 SB | Marin Premeru    | 57,28    |
| Rzut młotem    | Siarhiej Kałamojec | 72,94    | Eivind Henriksen | 72,37 SB | Andrij Martyniuk | 71,10 SB |
| Rzut oszczepem | Fatih Avan         | 80,19 NR | Dmytro Kosynski  | 79,90    | Dmitrij Tarabin  | 78,61    |

### Kobiety

#### Seniorki
| Konkurencja:           | 1. miejsce       | Wynik    | 2. miejsce        | Wynik    | 3. miejsce         | Wynik    |
| Pchnięcie kulą Grupa A | Alena Kapiec     | 17,71 SB | Jessica Cérival   | 17,52 SB | Chiara Rosa        | 17,39    |
| Rzut dyskiem Grupa A   | Olesja Korotkowa | 60,20    | Nicoleta Grasu    | 59,44    | Wiera Ganiejewa    | 57,45    |
| Rzut dyskiem Grupa B   | Sofia Larsson    | 52,73 SB | Alena Kapiec      | 52,22 SB | Sanna Kämäräinen   | 50,61 SB |
| Rzut młotem Grupa A    | Tatjana Łysienko | 73,70 SB | Betty Heidler     | 72,71    | Zalina Marghieva   | 71,96    |
| Rzut młotem Grupa B    | Vânia Silva      | 66,35    | Berta Castells    | 66,15    | Mona Holm          | 63,06 SB |
| Rzut oszczepem Grupa A | Hanna Haćko      | 58,35    | Esther Eisenlauer | 56,99 SB | Ásdís Hjálmsdóttir | 56,44 SB |

#### Młodzieżowcy U23
| Konkurencja:   | 1. miejsce           | Wynik    | 2. miejsce         | Wynik        | 3. miejsce           | Wynik    |
| Pchnięcie kulą | Anita Márton         | 17,92 SB | Jewgienija Kołodko | 17,85 PB     | Sophie Kleeberg      | 16,77 SB |
| Rzut dyskiem   | Jekatierina Strokowa | 55,56    | Anita Márton       | 53,84        | Nastassia Kasztanawa | 53,80    |
| Rzut młotem    | Bianca Perie         | 67,38    | Sophie Hitchon     | 64,16        | Jessika Guehaseim    | 62,43    |
| Rzut oszczepem | Wira Rebryk          | 57,95    | Liina Laasma       | 57,04 NJR PB | Sanni Utriainen      | 53,73 SB |